# Olmeta-di-Capocorso
Olmeta-di-Capocorso är en kommun i departementet Haute-Corse på ön Korsika i Frankrike. Kommunen ligger i kantonen Sagro-di-Santa-Giulia som tillhör arrondissementet Bastia. År 2022 hade Olmeta-di-Capocorso 129 invånare.

## Befolkningsutveckling
Antalet invånare i kommunen Olmeta-di-Capocorso
Referens:INSEE